# Раец (община Кавадарци)
Вижте пояснителната страница за други значения на Раец.
Раец (на македонска литературна норма: Раец) е село в Северна Македония, в община Кавадарци.

## География
Раец се намира в областта Раец западно от общинския център Кавадарци на левия бряг на Желишката река. Има две махали - Долна и Горна.

## История

### В Османската империя
Селото е основано като чифлик към края на XVIII век. В XIX век Раец е село в Тиквешка каза на Османската империя. Според статистиката на Васил Кънчов („Македония. Етнография и статистика“) от 1900 година Раец има 193 жители българи християни. Населението се занимава със земеделие и в по-малка степен със скотовъдство.
Цялото население на селото е под върховенството на Българската екзархия. По данни на секретаря на екзархията Димитър Мишев („La Macédoine et sa Population Chrétienne“) в 1905 година в Раяц (Raïatz) има 200 българи екзархисти.
По данни на българското военно разузнаване в 1908 година Раец е чифлик с около 50 къщи.
При избухването на Балканската война в 1912 година четирима души от Раец са доброволци в Македоно-одринското опълчение.

### В Сърбия, Югославия и Северна Македония
След Междусъюзническата война в 1913 година селото попада в Сърбия.
През 70-те и 80-те години значителна част от жителите на Раец, подобно на жителите на другите тиквешки села мигрират към големите градове.
Църквата „Свети Георги“ е запусната.

## Личности
Родени в Раец
- Аце Давчев (1878 – ?), македоно-одрински опълченец, Нестроева рота на 3 солунска дружина[7]
- Димитър Стоянов (1886 – ?), македоно-одрински опълченец, 1 рота на 3 солунска дружина, носител на бронзов медал[8]
- Милан Николов, македоно-одрински опълченец, четата на Тодор Александров[9]
- Христо Георгиев (1886 – ?), македоно-одрински опълченец, 2 рота на 3 солунска дружина[10]

Починали в Раец
- Ефрем Галев (1873 - 1903), български революционер от ВМОРО